# 米沢大橋
米沢大橋（よねざわおおはし）は、山形県米沢市に架かる橋。

## 概要
最上川に架かる橋で、国道13号米沢バイパスが通る。米沢市の中田町と花沢を結んでおり、片側には歩道も設けられている。
米沢バイパスの工事の一環として工事が進められ、1970年11月に完成した。
橋のすぐ近くは最上川と羽黒川と合流地点でもある。
東北中央自動車道米沢北インターチェンジ〜米沢中央インターチェンジ間開通に伴い、本橋の下流側に新米沢大橋（橋長450m）が架けられた。米沢市で1番長い橋となっている。